# ديفيد هربرت لورانس
ديفيد هربرت لورانس (بالإنجليزية: David Herbert Lawrence) (11 سبتمبر 1885 - 2 مارس 1930 م) أحد أهم الأدباء البريطانيين في القرن العشرين. تعددت مجالات إبداعه من الروايات الطويلة إلى القصص القصيرة والمسرحيات والقصائد الشعرية والكتابات النقدية. من أشهر أعماله عشيق الليدي تشاترلي..
كتب في أدب الرحلات وترجم أعمالا عديدة من اللغة الفرنسية إلى الإنجليزية وله لوحات عديدة مرسومة، وكان التأثير السلبي للحضارة الحديثة على الجوانب الإنسانية للحياة وتجريد هذه الحياة من البعد الإنساني هو محور أغلب أعمال هذا الأديب البريطاني، ويرى بعض النقاد أن الرجل أسرف في سوداويته وكذلك في الاعتماد على المشاهد الجنسية الفجة في توصيل أفكاره.

## لمحة عن حياته
ولد ديفيد في قرية إيستوود بمقاطعة نوتنجهام شاير بالمنطقة الوسطى من إنكلترا، لأسرة عاملة متوسطة الحال، كان أبوه من عمال المناجم، أما أمه فكانت على قدر من التعليم والثقافة بخلاف والده حيث عملت في التدريس لفترة قبل زواجها، لم تعجبها حياة المناجم فدفعت بأبنائها إلى التعليم وقدمت كثير من التضحيات لأجل ذلك.
انفصلت أمه لاحقا عن والده بعد صراعات ونزاعات عديدة ذكرها بصورة أدبية في روايته «أبناء وعشاق» مزجها بما يصيب الأبناء من قلق عاطفي وتمزق جراء هذه الصراعات القائمة في جو المنزل.
استأثر ديفيد بحب والدته بعد وفاة أخيه الأكبر فارتبط بها ارتباطا وثيقا أثر على حياته اللاحقة وأصبح ممزقا بين حبه لوالدته التي لا ترغب في التنازل عنه والفتاة الصغيرة التي أحبها ورغب في الزواج منها والتي انتهت لصالح أمه، ذكر ذلك في الجزء الأخير من روايته «أبناء وعشاق».
تزوج أخيرًا في السادسة والعشرين من عمره بعد وفاة والدته من فتاة ألمانية تدعى فريدا وتنقلا ما بين إيطاليا وألمانيا لفترة من الزمن 1912-1914، عاد إلى بلده إنكلترا خلال الحرب العالمية الأولى وإن لم يحبها بسبب عدم تقبل الناس لكتاباته وعدم فهمهم لها.

## مؤلفاته
بدأ لورانس حياته الأدبية بكتابة الشعر والقصة القصيرة، أما روايته الأولى فكانت «الطاووس الأبيض» ثم توالت أعماله الروائية وكان أول عمل روائي كبير يقدمه هو «أبناء وعشاق».
أما آخرها فقد كان عشيق الليدي تشاترلي عام 1928 والتي أثارت ضجة كبيرة نظرًا لجرأتها في تصوير العلاقات الجنسية ولم تنشر روايته كاملة في إنكلترا الإ مع بداية الستينات.
استمر لورانس بالكتابة حتى أواخر أيام حياته بالرغم مما كان يعانية من مرض وآلام. فقد كان شاعرا وكاتبا مسرحيا وناقدًا من الطراز الأول وروائيا في المكانة الأولى.
ترك ثلاث مجلدات من الشعر وخمس مسرحيات وأربعة كتب في أدب الرحلات وما يملأ مجلدًا كبيرًا في النقد الأدبي ومجلدين من المقالات العامة عبر فيهما عن كثير من آرائه في الحياة هما
- التحليل النفسي واللاوعي
- التخيل واللاوعي

أما في ميدان القصة فله عشر روايات طويلة وسبع روايات قصيرة أهمها عروس الضابط والضابط البروسي وقصص أخرى

### أعماله الروائية
- الطاووس الأبيض 1911
- المعتدي 1912
- أبناء وعشاق 1913
- قوس قزح 1915
- نساء عاشقات(رواية) 1916
- القتاة الغامضة 1920
- قضيب هارون
- كنغارو 1923
- الحية المجنحة 1926
- عشيق الليدي تشاترلي 1928
- الديك الهارب 1929 وأُعيد نشرها لاحقا تحت اسم «الرجل الذي مات».

### قصص قصيرة
- الثعلب
- العذراء والغجري
- عروس الضابط
- الضابط البروسي وقصص أخرى

### أشعاره
- قصائد حب وأخرى 1913
- قصائد جديدة 1918
- سلاحف (1921)
- طيور ووحوش وزهور (1923)
- مجموعة قصائد ديفيد هربرت لورانس 1928
- قصائد أخيرة 1932
- نار وقصائد أخرى 1940
- القصائد الكاملة لديفيد هيرب لورانس 1964

### مسرحياته
- ديفيد 1926
- الرجل المتزوج 1940
- مدينة الألعاب 1941
- المسرحيّات الكاملة لديفيد هربرت لورانس 1965

### أدب رحلاته
- صباح في المكسيك 1927

## روابط خارجية
- ديفيد هربرت لورانس على موقع IMDb (الإنجليزية)
- ديفيد هربرت لورانس على موقع الموسوعة البريطانية (الإنجليزية)
- ديفيد هربرت لورانس على موقع ميوزك برينز (الإنجليزية)
- ديفيد هربرت لورانس على موقع قاعدة بيانات برودواي على الإنترنت (الإنجليزية)
- ديفيد هربرت لورانس على موقع إن إن دي بي (الإنجليزية)
- ديفيد هربرت لورانس على موقع ديسكوغز (الإنجليزية)
- ديفيد هربرت لورانس على موقع قاعدة بيانات الفيلم (الإنجليزية)